# Zero Tolerance (film, 2015)
Pour les articles homonymes, voir Zero Tolerance.
 (janvier 2017).
Pour plus de détails, voir Fiche technique et Distribution.
Zero Tolerance est un film d'action britannico-thaïlandais réalisé par Wych Kaosayananda, sorti en 2015.

## Fiche technique
Sauf indication contraire, les informations mentionnées dans cette section peuvent être confirmées par la base de données cinématographiques IMDb,  présente dans la section « Liens externes ».
- Titre original : Zero Tolerance
- Réalisation : Wych Kaosayananda
- Scénario : Wych Kaosayananda
- Photographie : Wych Kaosayananda
- Musique : Dan Bewick
- Montage : Ben Lister
- Production : Zero Tolerance Films
- Dates de sortie :
  -  Thaïlande : 10 février 2015 (Festival international du film de Thaïlande)[1]
  -  Royaume-Uni : [réf. à confirmer]1er septembre 2015

## Distribution
- Dustin Nguyen : Johnny
- Scott Adkins (VF : Fabien Jacquelin) : Steven
- Sahajak Boonthanakit : Peter
- Gary Daniels : Sammy
- Prinya Intachai : Karn
- Nicole Theriault : Ploy